# Четтеке-Узень

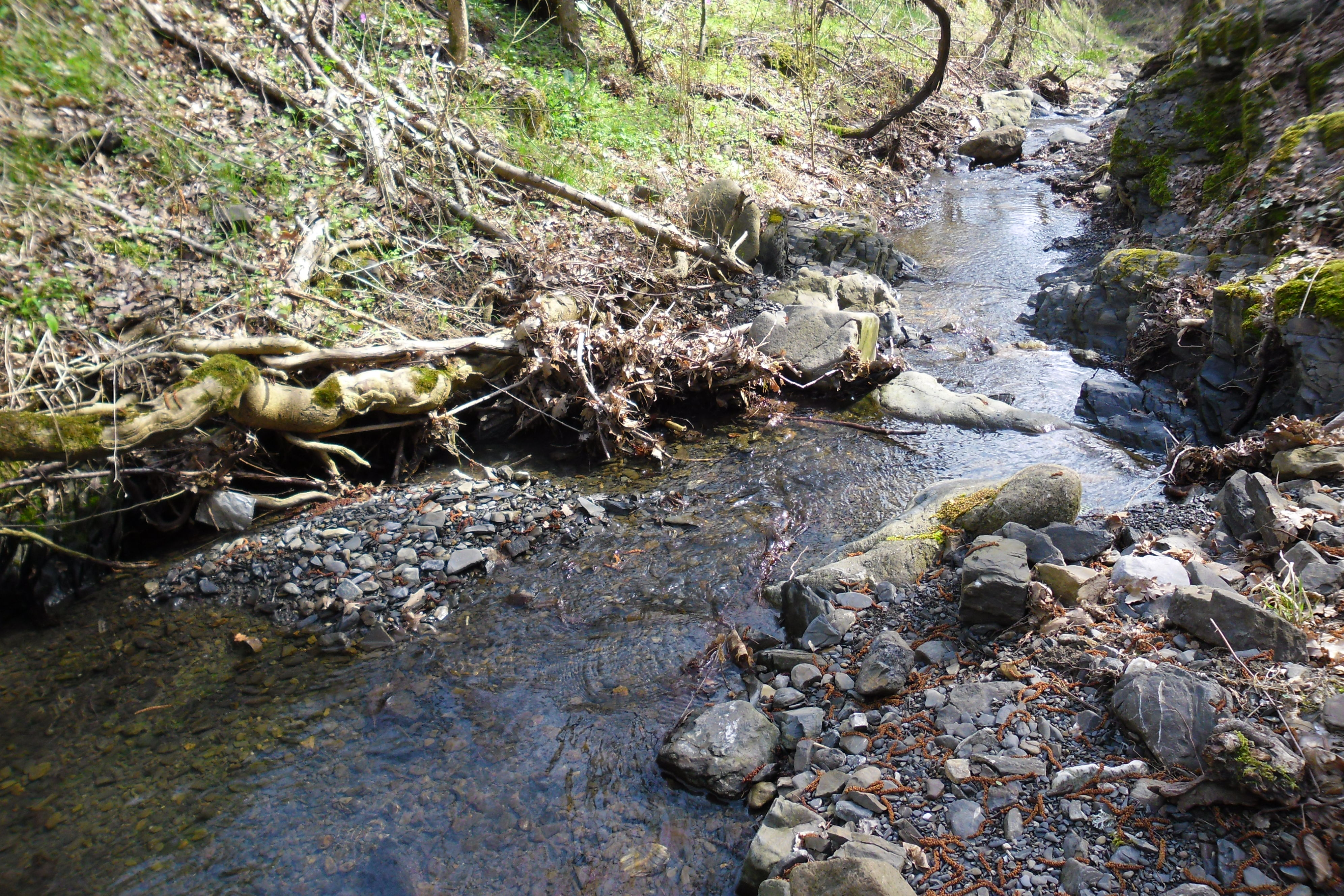
Четтеке-Узень під Аю-Дагом, весна 2012 року

Четтеке-Узень на карті району Аю-Даг

Четтеке-Узень — мала річка в Криму, яка зі сходу огинає гору-лаколіт Аю-Даг.
Спершу тече по яру Фтидя-Дересі як безіменний струмок. Впадає в Чорне море між східними відрогами Аю-Даг і західною околицею Партеніта. Довжина близько 5-7 км.